# Jacques de Billy
Jacques de Billy (Compiègne, 18 marzo 1602 – Digione, 14 gennaio 1679) è stato un matematico e gesuita francese.

## Biografia
Dal 1629 al 1630, Billy insegnò matematica al collegio gesuita di Pontà Mousson. Continuava a studiare teologia nel frattempo. Dal 1631 al 1633, insegnò al collegio gesuita di Rheims; dal 1665 al 1668, a Digione. Insegnò anche a Grenoble e fu rettore di diversi collegi in Châlons-en-Champagne, Langres e Sens.
Jacques Ozanam fu suo alunno, così come il matematico Claude Gaspard Bachet de Méziriac (a Rheims), che diventò un buon amico.  Billy era in corrispondenza con Pierre de Fermat e ottenne molti risultati nella teoria dei numeri che portano il suo nome.  Bachet introdusse Billy all'analisi indeterminata.

## Opere
- (LA) Diophanti redivivi, vol. 1, Lione, Jean Thioly, 1670.
- (LA) Diophanti redivivi, vol. 2, Lione, Jean Thioly, 1670.